# Louise Boyd
Louise Boyd (San Rafael, 16 settembre 1887 – San Francisco, 14 settembre 1972) è stata un'esploratrice, fotografa e botanica statunitense.
 Fu tra le prime ad esplorare le terre della Groenlandia e dell'Artide e descrisse le sue imprese in numerose pubblicazioni. Nel 1955 fu la prima donna che sorvolò il polo nord. Inizialmente fu spinta dal desiderio di divertirsi e dalla voglia di cacciare gli orsi bianchi poi mutò e fu molto più attirata dall'aspetto scientifico, naturalistico e fotografico, al quale dedico gran parte della sua vita.

## Biografia

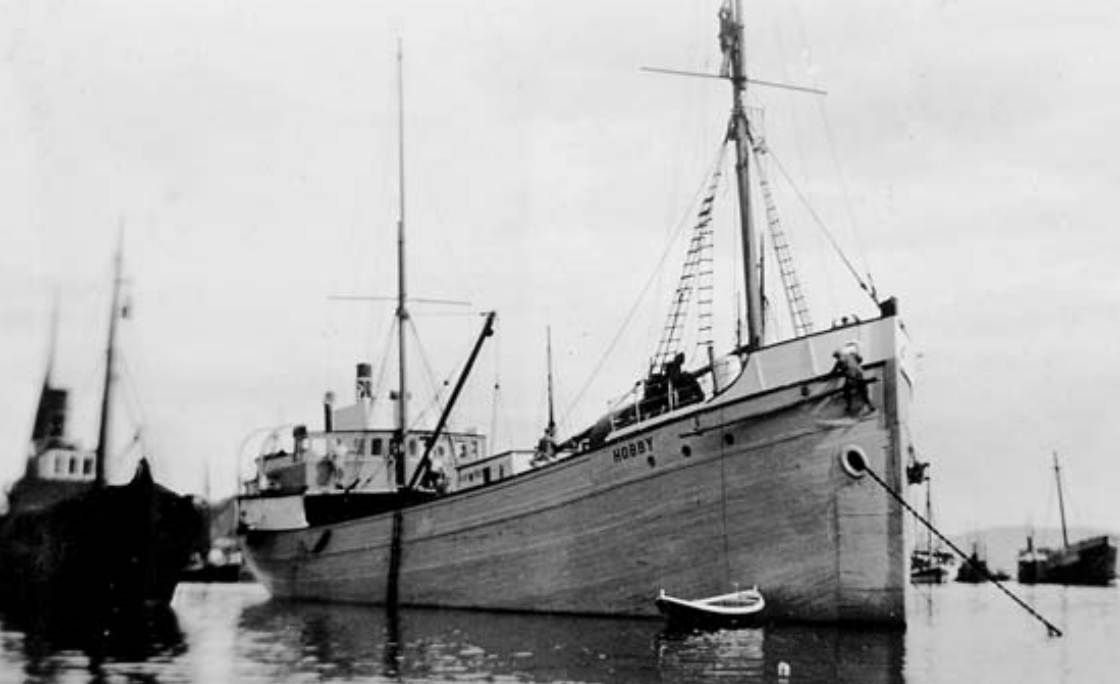
Hobby, la nave norvegese da caccia e da ricerca polare, usata da Roald Amundsen e Louise Boyd negli anni venti. Qui è fotografata nel porto di Tromsø nel 1928.

### Primi anni
Nata in California da John Franklin Boyd, comproprietario della miniera d'oro di Bodie, e da Louise Cook Arner, Louise crebbe nella Contea di Marin giocando e gareggiando con i suoi due fratelli maggiori, Seth e John. In quell'epoca i Boyd erano cittadini di spicco e i primi anni di vita dei loro figli, sebbene privilegiati e relativamente spensierati, includevano un'istruzione a tutto tondo alla quale si aggiungeva ogni estate un lungo soggiorno nel loro ranch sulle colline di Oakland. Qui Louise e i suoi fratelli cavalcavano, facevano escursioni e campeggio, pescavano, cacciavano e in generale conducevano una vita avventurosa. Quando Louise era ancora un'adolescente i suoi due fratelli morirono entrambi a causa di malattie cardiache a pochi mesi di distanza l'uno dall'altro. I suoi genitori ne furono sconvolti e iniziarono a fare affidamento su Louise per essere confortati e assistiti e lei si sarebbe poi presa sempre cura di loro. Dopo la morte dei suoi fratelli Louise Boyd viaggiò molto con i suoi genitori, soprattutto in Europa. Nella primavera del 1919 prese un treno per Buffalo e, acquistata un'auto da turismo, attraversò gli Stati Uniti in un'epoca in cui non esisteva un sistema autostradale e le strade erano spesso fatte di ghiaia e terra battuta. Questo fu il primo dei molti viaggi attraverso il Paese che avrebbe intrapreso e descritto nei suoi numerosi diari. Alla morte dei suoi genitori nel 1919 e 1920, Louise ereditò la fortuna di famiglia e successe al padre come presidente della Boyd Investment Company di San Francisco. Grazie al patrimonio di famiglia Louise Boyd poté controllare il proprio destino e assecondare il suo spirito avventuroso sviluppato durante la sua infanzia in California. 

### Primo viaggio nell'Artico
Iniziò a viaggiare nei primi anni '20; durante un viaggio turistico via mare in Norvegia nel 1924 vide per la prima volta la calotta glaciale artica. Questa esperienza si rivelò determinante tanto che iniziò immediatamente a pianificare la sua avventura nell'Artico.
Nel 1926, noleggiata la nave da caccia Hobby che era stata utilizzata dall'esploratore norvegese Roald Amundsen, partì per un viaggio nell'Artico, verso la Terra di Francesco Giuseppe, con soste in vari punti, in particolare all'isola di Northbrook, accompagnata dai suoi amici il Conte e la Contessa di Ribadavia. Il viaggio era organizzato come una battuta di caccia all'orso bianco, e la stampa riferì che lei stessa uccise 11 orsi, tuttavia l'interesse scientifico del viaggio era già evidente. Louise Arner Boyd girò 6400 metri di pellicola e scattò oltre 700 immagini di vari tipologie di ghiacci. Acquistò notorietà internazionale per le sue imprese e fu soprannominata dai giornali di tutto il mondo la "Diana artica" e "La regina dell'Artico". Nel 1927 il conte di Ribadavia pubblicò un libro con fotografie di Louise intitolato Chasses Et Aventures Dans Les Regions Polaires.

### Alla ricerca di Umberto Nobile
Nel 1928 Louise Boyd stava progettando un secondo viaggio di piacere a bordo della Hobby quando si venne a sapere che Roald Amundsen era scomparso nel suo tentativo di trovare e salvare l'esploratore italiano Umberto Nobile. Ella offrì i suoi servizi e la nave al governo norvegese per le ricerche, affermando: "Come avrei potuto fare un viaggio di piacere quando erano in gioco quelle 22 vite?" Nonostante i circa 16.000 km percorsi nell'Oceano Artico, la nave non riuscì a rintracciare l'esploratore. Tuttavia il governo norvegese volle conferire a Louise Boyd la Croce di Cavaliere dell'Ordine di Sant'Olav. "È stata la prima donna americana a ricevere tale onorificenza e la terza donna al mondo ad avere questo onore". In quella occasione Louise Boyd entrò in contatto con un gran numero di esploratori e scienziati dell'Artico e questo contribuì a rafforzare la sua vocazione di esploratrice scientifica di una regione in quell'epoca quasi del tutto sconosciuta.

### Spedizioni successive
Nel corso degli anni '30 Louise Boyd guidò quattro spedizioni scientifiche sulla costa orientale e settentrionale della Groenlandia a bordo della nave norvegese Veslekari, accompagnata da un gruppo di scienziati tra cui topografi, geologi e botanici. Durante le spedizioni esaminò e raccolse centinaia di esemplari botanici, mantenendo una corrispondenza con l'amica Alice Eastwood della California Academy of Sciences. Si occupò soprattutto di fotografare accuratamente la regione, avendo investito in attrezzature di altissimo livello e imparato i principi della fotogrammetria per creare mappe dalle immagini fotografiche. Il suo lavoro ha portato alla mappatura accurata di un'area remota della Groenlandia orientale che era relativamente sconosciuta. L'American Geographical Society pubblicò i suoi risultati e le 350 fotografie delle spedizioni del 1931 e del 1933 in un libro intitolato The Fiord Region of East Greenland. A riconoscimento del suo lavoro, la Danimarca decise di chiamare Louise Boyd Land un'area vicino al ghiacciaio Gerard de Geer.
Nell'agosto del 1934, dopo essere stata eletta come delegata dell'Unione Geografica Internazionale a Varsavia, Louise Boyd intraprese un viaggio di 3 mesi attraverso la campagna polacca fotografando e registrando i costumi, l'abbigliamento, l'economia e la cultura delle numerose etnie polacche, ucraine, bielorusse e lituane. Il viaggio, in auto, treno, barca e a piedi la portò prima da Leopoli a Kovel e da qui a Kobryn, Pinsk, Kleck, Nesvizh e Slonim fino alla conclusione a Vilnius. Il suo racconto di viaggio fu arricchito con oltre 500 fotografie e pubblicato dall'American Geographical Society nel 1937 con il titolo Polish Countrysides.

### Periodo bellico
Con lo scoppio della seconda guerra mondiale, la conoscenza che aveva acquisito nel corso delle sue sei precedenti spedizioni in Groenlandia e nell'Artico divenne di importanza strategica e sensibile. Il governo degli Stati Uniti d'America le chiese di non pubblicare il libro che stava scrivendo sulle sue spedizioni del 1937 e del 1938 e di guidare, per conto del National Bureau of Standards del Dipartimento del commercio, una spedizione geofisica lungo la costa occidentale della Groenlandia e fino alla costa dell'isola di Baffin e del Labrador. Fu nominata consulente del Bureau ad un dollaro all'anno. Noleggiò e attrezzò a proprie spese la Effie M. Morrissey. Questa nave, una scuna, capitanata dal proprietario Robert Bartlett, aveva condotto con successo spedizioni scientifiche annuali nell'Artico dal 1926. Lo scopo principale della spedizione del 1941 era di ottenere dati sulla trasmissione di onde radio nelle regioni artiche. Furono studiati la ionosfera, il geomagnetismo e le aurore. L'Effie M. Morrissey salpò da Washington l'11 giugno 1941 con Louise Boyd alla guida di un gruppo di quattro scienziati (incluso un medico) e un equipaggio di undici uomini al comando del capitano Bartlett e fece ritorno nella stessa città il 3 novembre 1941 con dati preziosi.
Durante il resto della guerra, Boyd lavorò su incarichi segreti per il Dipartimento dell'esercito degli Stati Uniti che nel 1949 le conferì un certificato di apprezzamento.
Nel 1948 fu pubblicato il libro La costa della Groenlandia nord-orientale sulle spedizioni del 1937 e del 1938 che era stato accantonato allo scoppio del conflitto mondiale.

### Riconoscimenti e ultimi anni
Negli anni successivi Louise Boyd divenne un personaggio attivo e ben noto della Marina e fu membro del Comitato esecutivo della San Francisco Symphony. Accumulò molte onorificenze accademiche ricevendo una laurea ad honorem in giurisprudenza dall'Università della California, dalla Berkeley e dal Mills College. Fu anche la seconda donna in assoluto a ricevere la medaglia Cullum dell'American Geographical Society e nel 1960 fu la prima donna ad essere eletta nel loro consiglio. Fu inoltre nominata membro onorario della California Academy of Sciences.
Negli ultimi anni della sua vita, Louise ebbe difficoltà finanziarie avendo speso gran parte della sua fortuna per le sue numerose esplorazioni. Finì col vendere la casa di famiglia a San Rafael e tutti i suoi mobili. 
Morì a San Francisco il 14 settembre 1972, due giorni prima del suo 85º compleanno.

## Opere bibliografiche
- (EN) The coast of northeast Greenland: with hydrographic studies in the Greenland Sea; the Louise A. Boyd Arctic expeditions of 1937 and 1938, New York, American Geographical Society, 1948, OCLC 317820313.
- (EN) con J Harlen Bretz e Osborn Maitland Miller, The Fiord Region of East Greenland, New York, American Geographical Society, 1935, OCLC 714976828.
- (EN) con Stanislaw Gorzuchowski, Polish countrysides: photographs and narrative, New York, American Geographical Society, 1937, OCLC 492050342.